# 天王星人 (六星占術)
| 星人                                                |
| --------------------------------------------------- |
| 土星人 - 金星人 - 火星人 天王星人 - 木星人 - 水星人 |
| その他                                              |
| 殺界                                                |
| 関連項目                                            |
| 細木数子 - 番組                                     |

天王星人（てんのうせいじん）とは六星占術に出てくる概念で、生年月日の日の干支が甲午・乙未・丙申・丁酉・戊戌・己亥・庚子・辛丑・壬寅・癸卯のいずれかに属する人を指す。
概ね日支に食神・傷官または正財・偏財を持ち、水星人のような強い干支はないが、土星人と並ぶ「はみ出し運」とされるのは研究の余地がある。与えられた現実に馴染めず、そこからはみだして新しい世界を作る理想主義者が土星人だが、その土星人と対極に位置する天王星人は現実に馴染むも精神面のみが脱却し家風に馴染めないはみ出し者とされる。